# Nachal Leta'ot
Nachal Leta'ot (hebrejsky נחל לטאות) je vádí v jižním Izraeli, na severovýchodním okraji Negevské pouště, respektive v Judské poušti.
Začíná v nadmořské výšce necelých 600 metrů v hornaté krajině Judské pouště zhruba 10 kilometrů severoseverozápadně od města Arad. Směřuje k jihu neosídlenou krajinou, přičemž se postupně zařezává do okolního terénu. Míjí hory Har Gavnunim a Har Leta'ot. Potom ústí zleva do vádí Nachal Ce'elim, které jeho vody odvádí do Mrtvého moře.